# Victor Charlie ruft Lima Sierra
Victor Charlie ruft Lima Sierra ist eine US-amerikanische Miniserie aus dem Jahr 1979. Sie beruht auf dem Roman The French Atlantic Affair von Ernest Lehman.

## Handlung
Der Romanautor Harold Columbine ist einer von Dutzenden gut angezogenen Passagieren eines Luxus-Ozeanriesen. Columbine hat vor seiner Reise einmal Positives über den Sektenführer Craig Dunleavy geschrieben. Dies könnte sich als lebensrettend erweisen, als Dunleavy und seine Leute den Ozeanriesen in ihre Gewalt bringen. Das mit über 3000 Leuten besetzte Schiff wird für eine 70-Millionen-Dollar-Lösegeldforderung (Gegenwert für 13 Tonnen reines Gold) in Geiselhaft genommen. Die einzige Verbindung zur Außenwelt stellt eine Funkverbindung über Amateurfunkdienst zwischen zwei jungen Funkamateuren dar.

## Drehort
Gedreht wurde auf der 1977 in Dienst gestellten Festivale der Carnival Cruise Lines.

## Hintergrund
Die Ausstrahlung vom 15. bis 18. November 1979 durch ABC fiel unglücklicherweise in die Zeit der Geiselnahme in der amerikanischen Botschaft im Iran. Die Kritiken und die Zuschauerreaktionen waren trotz Starbesetzung verhalten. Der Film wurde gegenüber der Romanvorlage – die teilweise pornographische Züge trägt – deutlich entschärft; beim Kostümball wird mit etwas nackter Haut angedeutet, dass es sich bei der Sekte um einen Swingerclub handelt.
In Deutschland wurde die Serie in drei Teilen mit 278 Minuten gesendet. Die amerikanische Fassung ist mit 120 Minuten in ebenfalls drei Teilen in erheblich gekürzter Fassung gesendet worden. Die Miniserie wurde erstmals 1987 und zuletzt im Jahr 2001 in Deutschland ausgestrahlt.